# منتخب نيجيريا لكرة الطائرة للرجال
منتخب نيجيريا لكرة الطائرة للرجال هو ممثل نيجيريا الرسمي في المنافسات الدولية في كرة طائرة .